# Lee Kang-in
Lee Kang-in, o Kangin Lee, (en coreà: 이강인; Inchon, 19 de febrer de 2001) és un futbolista sud-coreà format al València CF, que juga actualment al Paris Saint-Germain FC.

## Carrera esportiva

### València
Va donar-se a conéixer com a futbolista amb la participació en un reality show. Poc després fitxaria pel València CF. Amb el seu debut la temporada 2018-19, se'l considerava una gran promesa del València CF i del futbol sud-coreà. La Reial Federació Espanyola de Futbol es va plantejar la possibilitat de convèncer-lo perquè siga seleccionat com a internacional per la selecció espanyola i no la de Corea del Sud, si bé havia estat un habitual de les convocatòries de les categories inferiors de la selecció valenciana. També va ser el primer futbolista asiàtic en debutar amb el primer equip del València CF.
La seua etapa a Mestalla va estar marcada pel fet que Peter Lim, que havia comprat els drets d'imatge del jugador, pressionara als entrenadors per fer-lo jugar tot i que encara no tenia nivell per a ser titular a primera divisió. Un dels motius que provocà l'acomiadament de Marcelino Garcia Toral fou que l'entrenador asturià volia que el jugador agafara nivell jugant com a cedit en un equip de menor nivell, en contra del criteri del mandatari singapurés que volia que jugara al València. La insistència de Lim per a fer que Kangin jugara com a titular va provocar certa ironia dels jugadors, que durant la celebració del títol de Copa del Rei del 2019 cantaren, com a burla, Pon a Kangin Lee. La pressió per fer-lo jugar en contra del criteri dels entrenadors també provocaren ansietat en el jugador.
Els següents entrenadors, Albert Celades i Javi Gracia, tampoc no feren jugar a Kangin Lee, preferint altres alternatives. Altres pressions de Peter Lim, com llevar-li el dorsal número 10 a Carlos Soler per a donar-li'l al coreà, afectaren a la relació de Kangin amb el vestidor i dificultaren que el jove jugador renovara el contracte. Finalment, el jugador abandonà el València amb carta de llibertat un any abans que el seu contracte finalitzara.

### RCD Mallorca
El 30 d'agost de 2021, va fitxar pel RCD Mallorca amb un contracte per quatre anys. El 22 de setembre de 2021, va marcar el primer gol pel club en una derrota per 6–1 a La Liga contra el Reial Madrid CF.
Durant la temporada 2022–23, Lee va esdevenir un dels millors dribladors de les cinc grans lligues europees, amb el millor percentatge de dríblings intentats i el sisè millor percentatge de dríblings reeixits.

### Paris Saint-Germain
El 8 de juliol de 2023, el club de la Ligue 1 Paris Saint-Germain FC va anunciar el fitxatge de Lee amb un contracte de 5 anys fins al 2028, cosa que el convertia en el primer sud-coreà a jugar pel club. Es va pagar un traspàs de 22 milions d'euros al Mallorca després que Lee passés el seu examen mèdic a principis de juny. Va debutar en un empat 0-0 contra el FC Lorient al Parc dels Prínceps el 12 d'agost.

## Palmarès
València CF
- 1 Copa del Rei: 2018-19

Paris Saint-Germain
- 1 Ligue 1: 2023-24[20]
- 1 Copa francesa: 2023-24[21]
- 2 Supercopes franceses: 2023,[22] 2024[23]

Selecció sud-coreana
- 1 Jocs Asiàtics: 2022